# Новочервищанський лісовий заказник
Новочервища́нський зака́зник — лісовий заказник місцевого значення в Україні. Розташований у межах Камінь-Каширського району Волинської області, на захід від села Тоболи. 
Площа 9,7 га. Статус надано згідно з рішенням облвиконкому від 18.03.1982 року № 134. Перебуває у віданні ДП СЛАП «Камінь-Каширськагроліс» (Тоболівське л-во, кв. 14, вид. 4, 8). 
Статус надано з метою збереження частини сосново-ялинового лісового масиву віком близько 90 років — місця оселення чорного лелеки та бобрів.

## Галерея

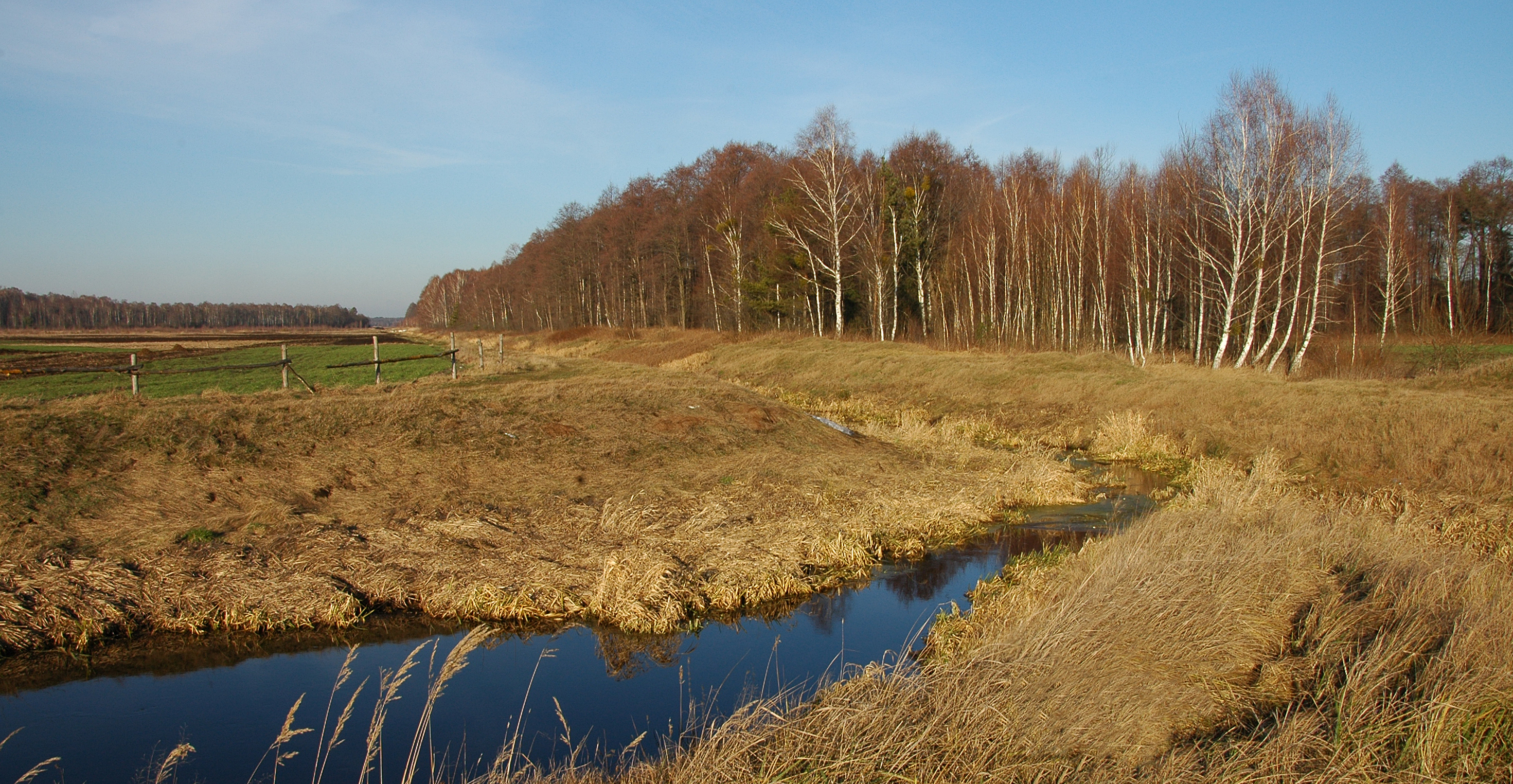
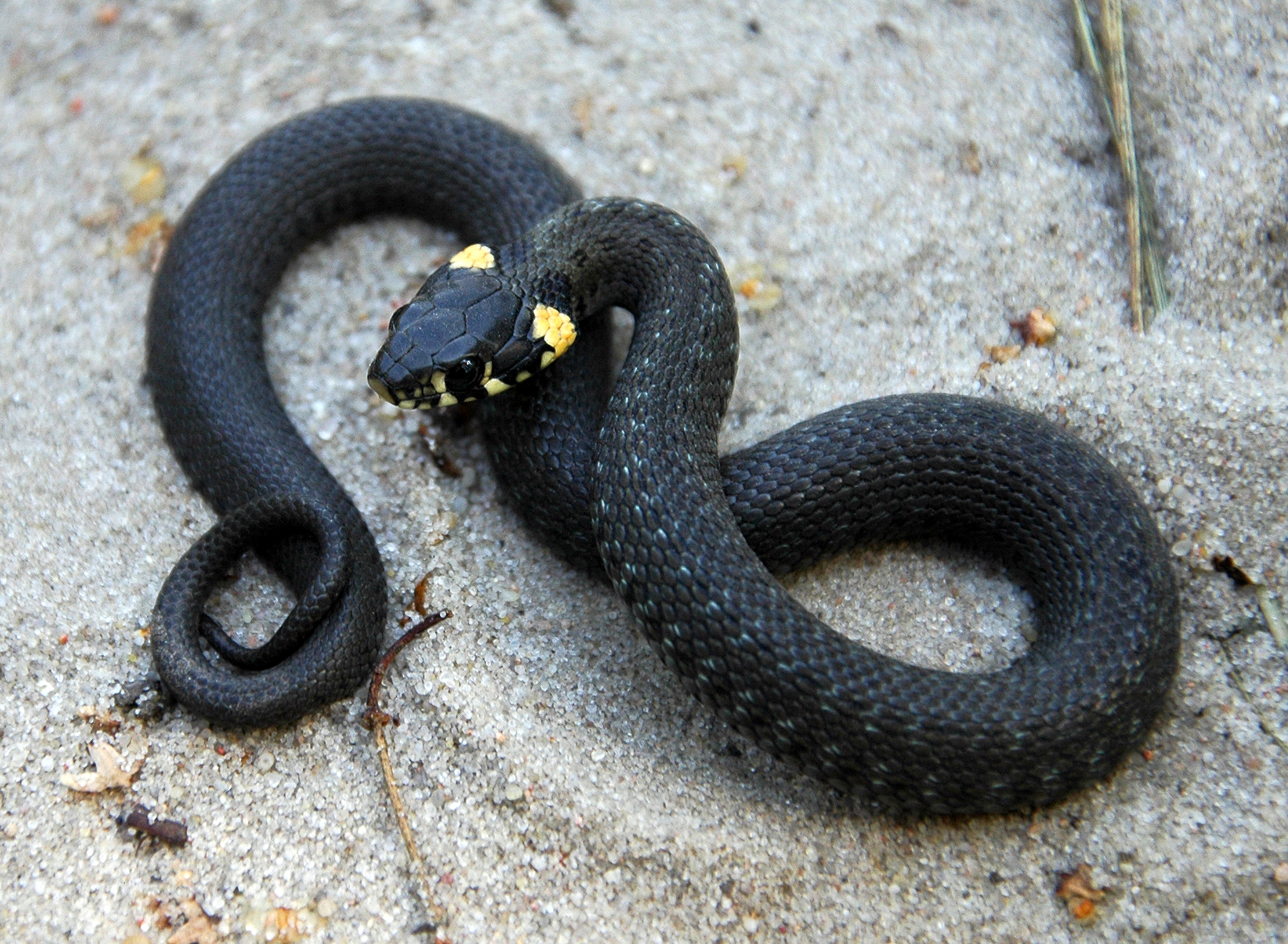
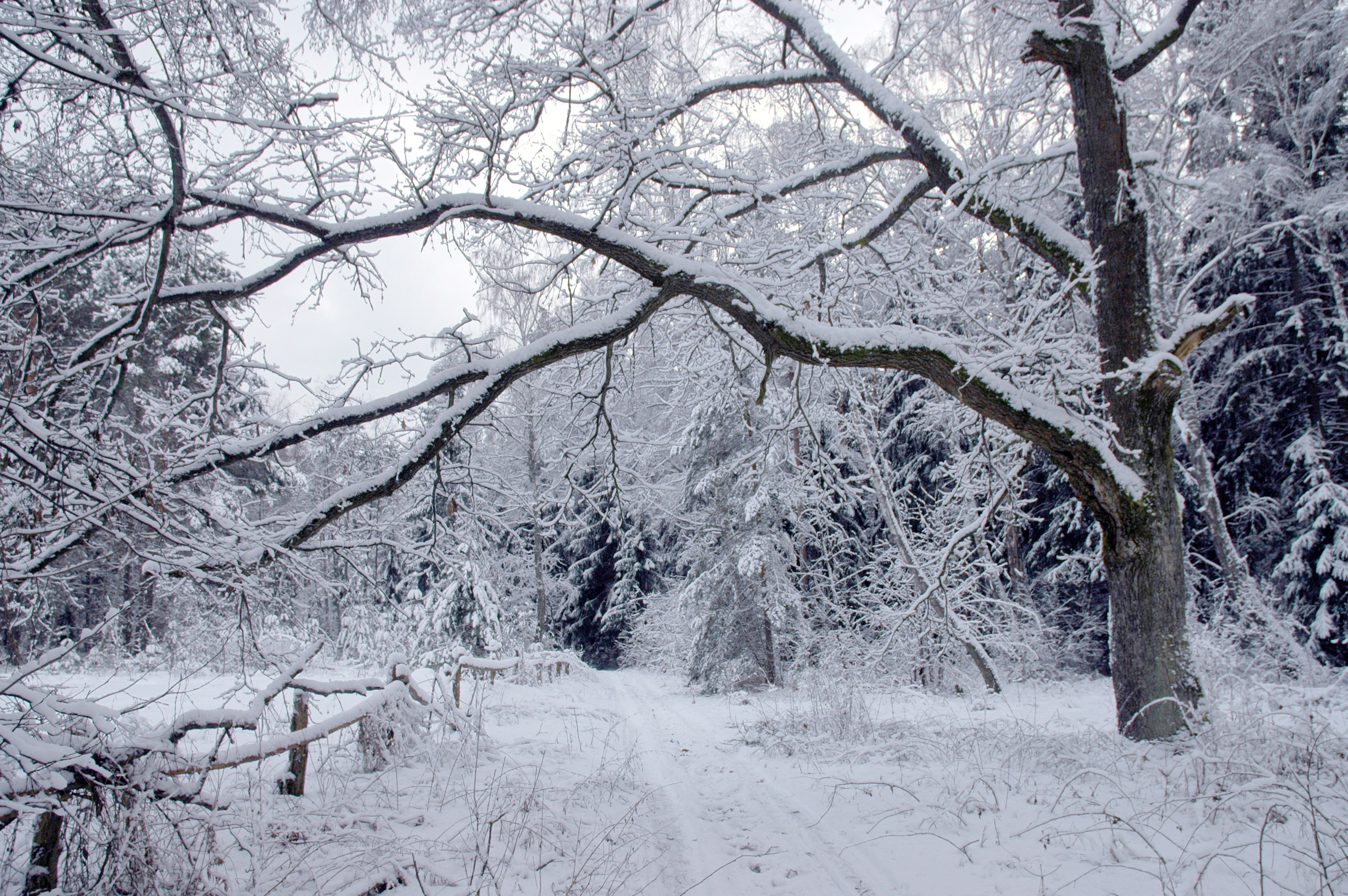
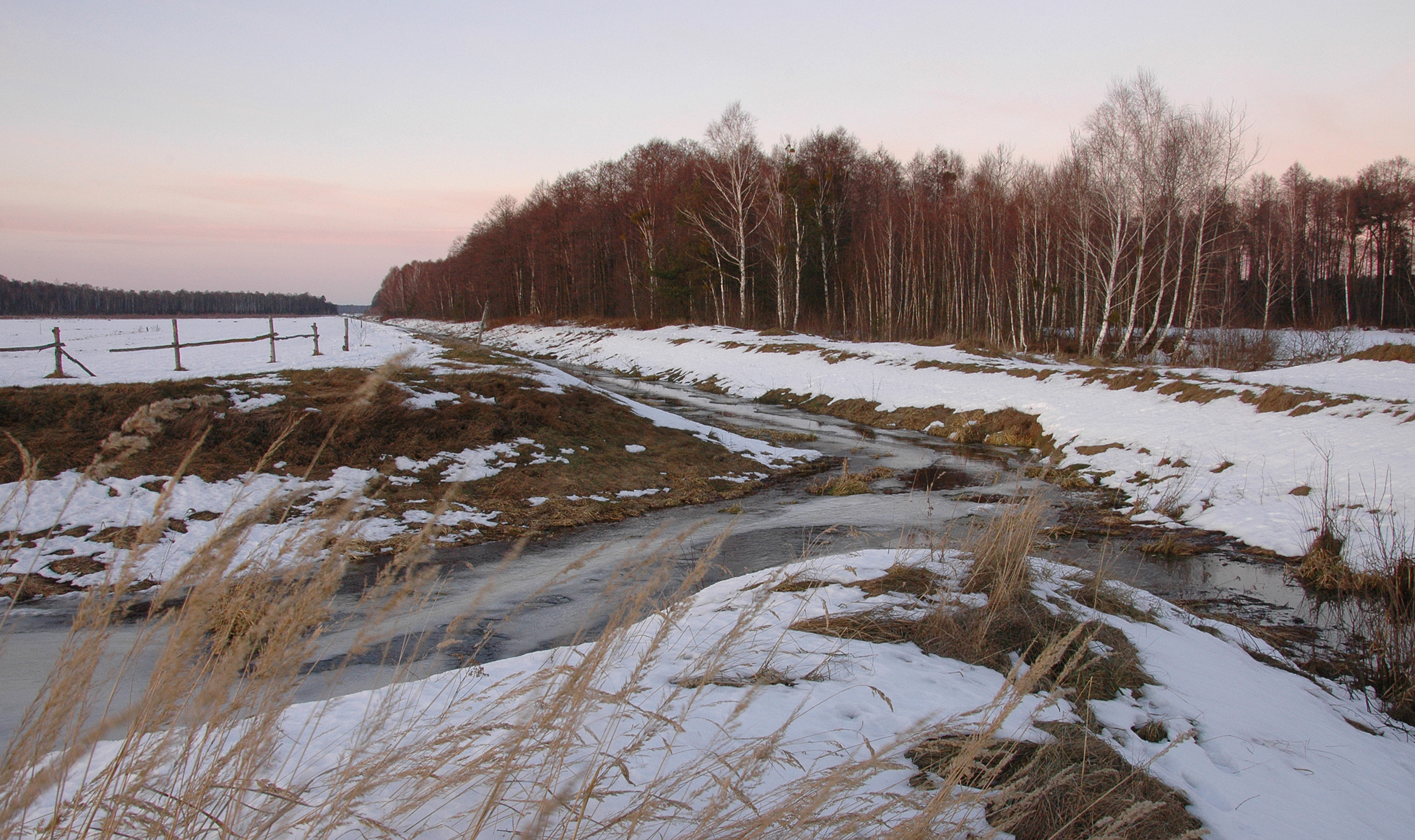
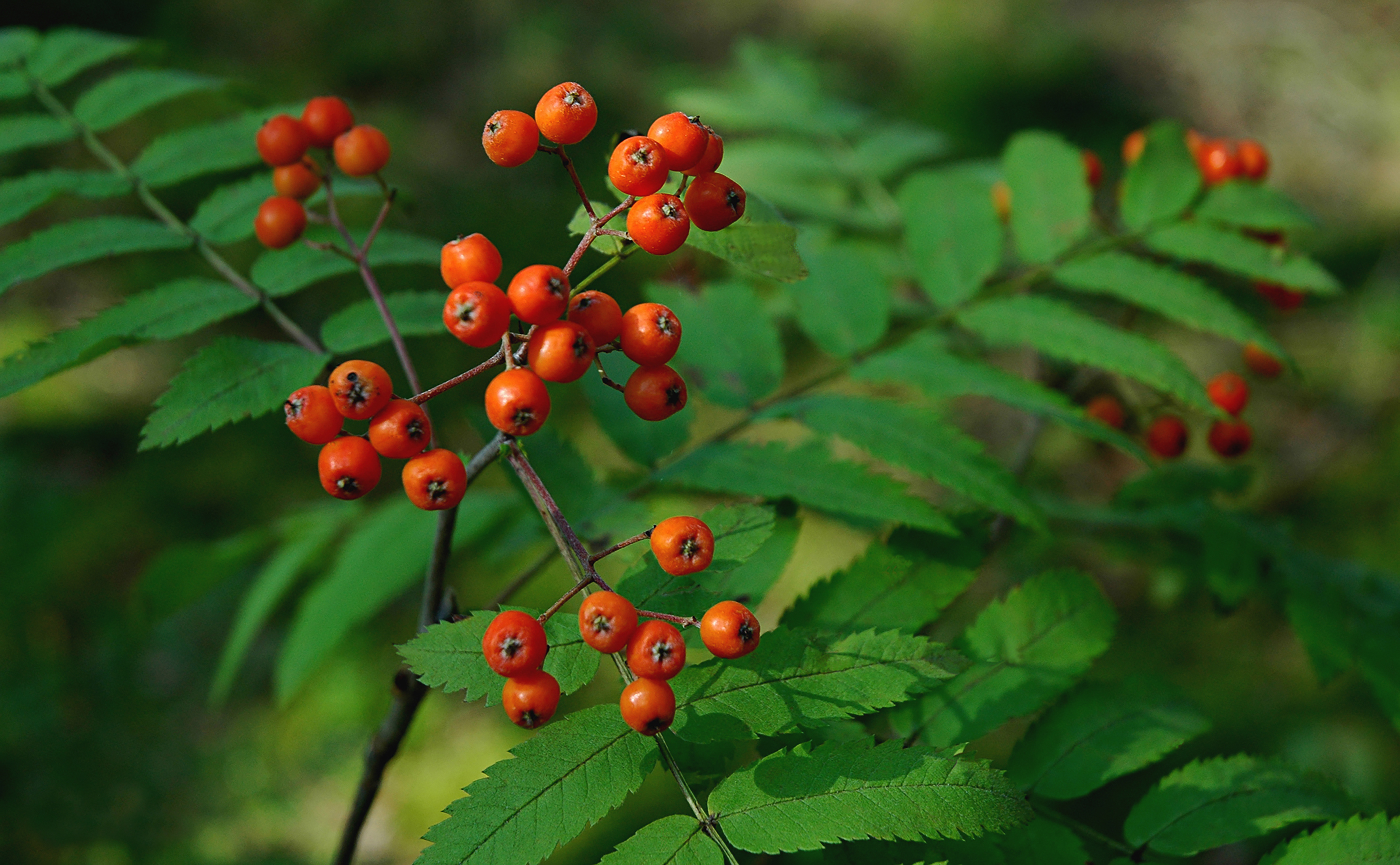